# Belpasso
Belpasso (Malupassu in siciliano, Mappassu nel dialetto locale) è un comune italiano di 28 269 abitanti della città metropolitana di Catania in Sicilia.

## Geografia fisica
Il paese sorge alle pendici dell'Etna, a sud del vulcano e il territorio comunale ne occupa parte del versante fino al confine meridionale di Catania. L'abitato si trova a 551 m s.l.m.; il territorio comunale è attraversato dal fiume Simeto.

## Origini del nome
La prima menzione del paese, con il nome di Santa Maria del Passo, risale al 1305.
Il toponimo di Malupassu (italiano Malpasso o Malopasso) sembra risalga al XV secolo quando il posto divenne insicuro per i viandanti a causa degli agguati dei briganti che vi si appostavano attendendo coloro che passavano  di lì con le loro mercanzie .
Secondo alcuni potrebbe derivare dallo spagnolo Malpaís, riferibile ad un sito a nord di Lanzarote, nelle Canarie. L'etimologia di questa parola risulta chiara nella combinazione di malo "cattivo", "male" e di país "territorio", "area", "paese", il cui significato è segnatamente quello di "terra brulla, sommersa da lava scura soprattutto basaltica". Questo termine è entrato in uso anche in inglese come ispanismo, altrimenti noto come badland, "terra scadente, inadeguata".
Non appare quindi improbabile che il siciliano Malupassu si sia prodotto in maniera semanticamente similare a quella del toponimo spagnolo sopracitato, laddove entrambe le aree prese in considerazione sono per ovvie ragioni topografiche caratterizzate da colate laviche, da piogge di ceneri vulcaniche e lapilli di bassa granulometria provenienti dai vicini crateri di emissione.
Sebbene dunque, per il primo elemento, malu- sembra rimandare, quasi ineluttabilmente, ad un malus latino e quindi al corrente malu siciliano, per il secondo elemento viene difficile ipotizzare che passu si sia evoluto, in modo anomalo, dalla parola latina pāgus ("campagna", "area o comunità rurale"), dalla quale deriva invece per certo lo spagnolo país.
Questo secondo elemento del toponimo potrebbe però da un lato discendere dal participio passato del verbo latino pandō che è per l'appunto passus oppure dall'omonimo sostantivo.

## Storia
A Malpasso appartenevano una serie di borghi e villaggi: Guardia di Malpasso e Bottighelle, a nord-ovest, Nicolosi, a nord-est, Sant'Antonio, a sud, e ancora, Annunziata di Malpasso, Fallachi, Misericordia di Malpasso, Fondaco Vecchio e Fondaco Nuovo.
Il paese venne distrutto dall'eruzione dell'Etna del 1669, che interessò in parte anche Catania, che coprì il paese con uno spesso strato di lava fuoriuscita da un cratere, apertosi a nord degli abitati di Mompilieri e Nicolosi: i Monti Rossi. Gli abitanti superstiti lo rifondarono, in una zona piuttosto distante dall'originario abitato, all'epoca denominata "contrada Grammena". Il nuovo centro prese il nome di Fenicia Moncada, derivata dall'araba fenice e dalla potente famiglia dei Moncada, principi di Paternò e feudatari della zona, e gli abitanti ebbero nome di "fenicioti". Anche questo centro venne tuttavia abbandonato, a causa delle distruzioni subite con il terremoto del 1693.
Il paese attuale venne rifondato una terza volta in una zona ancora diversa situata più a nord dei due siti precedenti e prese il nome di Stella Aragona. All'epoca questa era conosciuta come Piano Garofalo e poi divenne il quartiere di Borrello. In queste opere di ricostruzione un ruolo importante lo svolse la famiglia Bufali che per l'occasione usò il nome beneaugurante di Belpasso.
Con l'eufemizzazione del toponimo gli abitanti presero il nome italiano di belpassesi ma, soprattutto per le comunità limitrofe, permane ancora l'uso storico del siciliano malupassota (o, nel dialetto locale, mappassota).

### Simboli
Nello stemma cittadino è rappresentata l'araba fenice, in riferimento alla capacità di rinascere dalle proprie ceneri, e alla medesima caratteristica si riferisce anche il motto, Melior de cinere surgo, "Risorgo migliore dalle ceneri", posto al di sotto dell'essere mitologico.

## Monumenti e luoghi d'interesse

### Architetture religiose

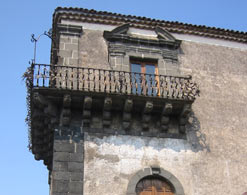
Palazzo Bufali a Belpasso.

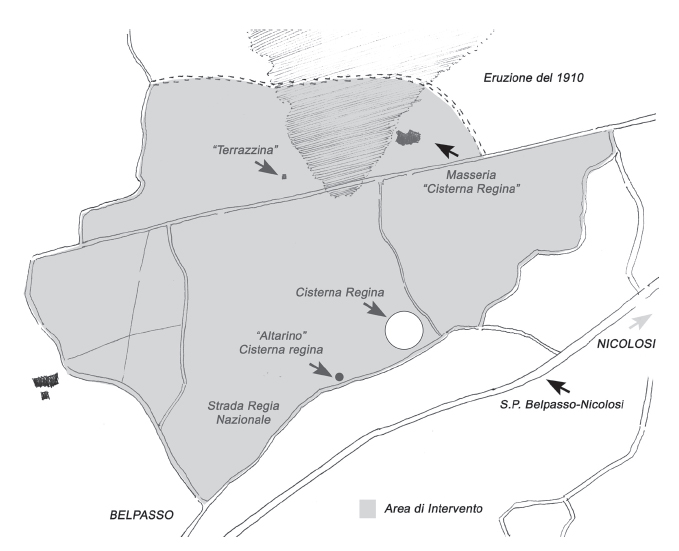
Piantina con la collocazione dei resti della "Cisterna della Regina"

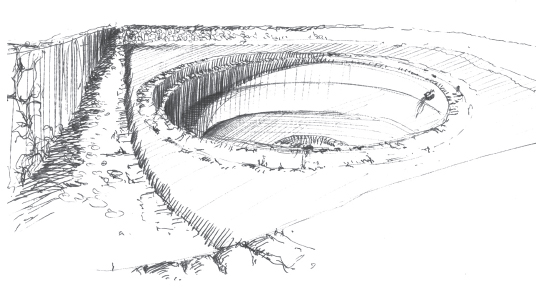
Ricostruzione grafica della "Cisterna della Regina"

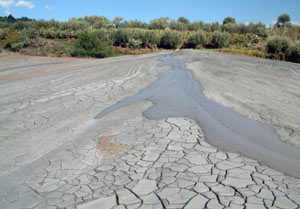
Salinelle di San Biagio viste da Vallone Salato

- Chiesa di Santa Maria Immacolata. La chiesa è il duomo cittadino, si trova nel quartiere "Matrice" e vi viene venerata anche santa Lucia. Vi viene esposta ogni anno, dalla domenica delle Palme a Pasqua una Crocifissione di Cristo (detta a Tila), grande tela di 15 m per 10 m, dipinta nel 1896 dal pittore Zenone Lavagna e rimasta incompiuta. La sua campana è la sesta per grandezza in Italia. Da segnalare il crocifisso ligneo risalente alla fine del cinquecento, raffigurato morente, nell'atto di rendere lo spirito.
- Chiesa di Sant'Antonio da Padova, ex convento, edificata nella seconda metà del XVIII secolo. L'edificio è a navata unica. Conserva dipinti di Giuseppe Zacco e Michele Vecchio e un pregevole portale settecentesco in pietra lavica.
- Chiesa di Sant'Antonio Abate (quartiere Sant'Antonio)
- Chiesa della Madonna del Carmine
- Chiesa del Cristo Re (quartiere Purgatorio)
- Chiesa di San Giuseppe
- Chiesa di San Rocco (quartiere San Rocco)
- Chiesa di Santa Maria della Guardia (quartiere Borrello-Stella Aragona)
- Chiesa della Consolazione
- Chiesa di Santa Anna
- Chiesa di San Leo (contrada San Leo)
- Santuario costruito sul luogo delle apparizioni, tuttora in corso di riconoscimento, della Madonna della Roccia.

A queste si aggiungono pochi luoghi di culto sconsacrati
- Chiesa della Misericordia (Valcorrente)
- Chiesa di Santa Barbara (Sulla SP 160 Ragalna-Nicolosi)

### Architetture civili
- Cisterna della Regina. Situata a nord-est del paese, fece parte di una residenza edificata dalla regina Eleonora d'Angiò dopo la morte del marito (che le fu imposto per garantire la scarcerazione del padre prigioniero degli Aragona) Federico III d'Aragona (1337), presso il monastero benedettino di San Nicola. La villa, probabilmente rimaneggiata nel XVII e nel XIX secolo[13], venne investita da una colata lavica nel 1910 che si arrestò dopo averne ricoperto la maggior parte delle strutture. Dell'originario edificio resta riconoscibile un solo vano e una struttura con un piccolo altare in origine affrescato, mentre nella zona si notano una serie di viali, pertinenti al giardino, convergenti su una terrazza con sedili in muratura. La cisterna della villa, a pianta circolare e scoperta (35 m di diametro), doveva raccogliere le acque piovane dalle varie terrazze ed è parzialmente riempita dai materiali dell'eruzione.

### Altri luoghi d'interesse
- Vulcani di fango conosciuti come le Salinelle di San Biagio

## Società

### Evoluzione demografica
Abitanti censiti

### Tradizioni e folclore
- 12, 13 e 14 dicembre - Festa di Santa Lucia con la tredicina, i carri allegorici (dei 5 Quartieri del paese: Matrice, Sant'Antonio, Purgatorio, San Rocco e Borrello) e le cantate dei "Giovani Cantanti" dei Quartieri Matrice, Sant'Antonio e Purgatorio.
- Terza domenica di settembre: festeggiamenti in onore della Madonna della Guardia nel Quartiere Borrello, Patrona della frazione. Processioni dell'argenteo simulacro della Vergine sull'artistico fercolo, portato per le vie del quartiere.

### Istituzioni, enti e associazioni
A Belpasso nella seconda metà del XIX secolo nacque il Casino di civile adunanza e poi il Casino di civile adunanza dei mastri di Belpasso. Quest'ultimo fu ridenominato più avanti Circolo degli operai di mutuo Soccorso, che ebbe tra i suoi sostenitori il barone Lorenzo Bufali.
Legata al circolo dopo circa trent'anni nacque la Banca Operaia Cooperativa.
Intorno al 1890 un gruppo di liberali fondò il Club Progressista Costituzionale. Tra i soci fondatori vi furono Antonio Romeo, Pasquale Moncada, Giuseppe Bellecci e don Lorenzo Sava.

## Cultura

### Istruzione
Sono presenti vari istituti scolastici pubblici e privati a partire dalle scuole dell'infanzia sino alle scuole secondarie di secondo grado. Tra questi un istituto di istruzione secondaria di primo grado è stato intitolato a Nino Martoglio.

### Teatro
Il teatro cittadino è intitolato a Nino Martoglio, che nacque nella cittadina etnea il 3 dicembre 1870 ed è la personalità più nota di Belpasso, commediografo dialettale in siciliano.

### Cucina
La gastronomia belpassese trae le proprie origini dalla cultura contadina ed è basata su piatti semplici e genuini ove prevalgono i sapori della tradizione, forte di influenze greche, romane, francesi, spagnole e arabe.
Tra i primi piatti, caratteristiche le paste con i legumi, con il finocchietto selvatico, i broccoli, il cavolfiore, gli asparagi. Tra i secondi piatti, tipica la carne di vitello “agrassata” con cipolla, pomodoro e prezzemolo; il falsomagro (una grossa braciola ripiena carne trita, uova, formaggio, cipolla e aromi tipici); l'agnello al forno, il coniglio in agrodolce, le sarde a beccafico e i “masculini” (alici) marinati. Nelle zone altomontane si preparano pietanze a base di funghi, pasta fresca a volte ripiena.
Squisiti i dolci: biscotti di mandorla profumati alla vaniglia, torroncini morbidi, gelati alla frutta, granite. Altre specialità vengono preparate in occasione delle feste: alla tradizione natalizia e pasquale sono legate le “raviole" fritte ripiene di ricotta, le cassatele, le mostarde di fichi d'India, i “mustazzoli” ripieni, “u ciciliu”, tipico dei paesi etnei, ù ciciliu è tipico della festa pasquale. Si donava anticamente ai bambini come segno del Cristo risorto.
Carri di Santa Lucia
I Carri di Santa Lucia sono macchine sceniche barocche dedicate alla Patrona di Belpasso, Santa Lucia, e fanno parte dei Beni Immateriali della Regione Sicilia. Hanno origine nell'Ottocento e sono compoati da varie scene, ovvero pannelli di vario materiale raffiguranti vari soggetti - che cambiano a seconda del tema scelto - e che culminano nell'Apoteosi della Gloria, ovvero la parte più alta della struttura- si varia dai 12 ai 15 metri di altezza - ove vi è una ragazza che impersona Santa Lucia indossando un abito dai colori tipici. La "spaccata" di questi carri avviene nelle notti dell'11 e del 12 dicembre e ne sono cinque, realizzati dai Quartieri Storici del paese: San Rocco, Sant'Antonio, Purgatorio, Borrello e Matrice. Inoltre due di essi - Borrello e San Rocco - vengono riaperti nei rispettivi quartieri la notte del 13 dicembre e un'ulteriore apertira generale avviene ad Agosto in occasione del patrocinio di Santa Lucia. Queste macchine definite "Arte in Movimento" presentano ogni anno un tema ed una struttura diverse e sono accompagnate nell'apertura da un "commento" parlato, musica e fuochi d'Artificio. In occasione della visita del corpo di Santa Lucia a Belpasso il 27 dicembre 2024, l'ingresso delle Reliquie in città è stato accompagnato da un corteo di "Lucie", cioè donne che hanno ricoperto questo ruolo nei carri durante i vari anni. 

## Geografia antropica

### Urbanistica
Il paese è caratterizzato da una pianta a scacchiera, insolita per la Sicilia, adottata al momento dell'ultima rifondazione avvenuta nel 1694. Questa si basò su uno schema razionale, con isolati simmetrici di forma quadrata, disegnato dal mastro Michele Cazzetta. Quasi tutte le vie non hanno nomi specifici ma si distinguono semplicemente in "rette" e "traverse", seguite da un numero romano in ordine crescente da I a XX.
Per questa sua conformazione viene chiamata La scacchiera dell'Etna.
La frazione Valcorrente, meno di 1 000 abitanti, è situata su un tratto pianeggiante tra le pendici dell'Etna verso nord e una vallata verso sud. Nata inizialmente come centro industriale, è sede del centro commerciale di Etnapolis, uno dei più grandi ed imponenti d'Italia, opera di Massimiliano Fuksas. Fu anche sede del parco zoologico "La Pergola", il più grande della Sicilia, poi ampliato col parco acquatico Etnaland. Il parco acquatico è attivo e molto frequentato, ulteriormente ampliato da un parco divertimenti tematico mentre il parco zoologico è stato dismesso.
Presso Valcorrente era sorto dopo l'eruzione del 1669 il centro abitato di "Fenicia Moncada", i cui resti sono tuttavia quasi del tutto scomparsi. La zona è stata sottoposta a vincolo e in prossimità di una masseria del 1937 sono stati rinvenuti i resti di una chiesa del IV secolo, di cui sono stati rimessi in luce il perimetro esterno e l'abside.

## Economia
Belpasso ospita sul suo territorio una vasta area industriale con importanti aziende come Dais, Webuild, Icea e varie industrie farmaceutiche, mentre nella parte nord dell'abitato si trova l'industria Condorelli. Vi si trova il grande centro commerciale Etnapolis, progetto di Massimiliano Fuksas, con oltre 150 negozi in un'area complessiva di 105000 m² ed un'estensione complessiva di 1 km.
A Belpasso si trova il parco acquatico Etnaland.

## Infrastrutture e trasporti

### Strade
Belpasso è raggiungibile da arterie extraurbane provinciali che la collegano ai comuni limitrofi e alla superstrada Catania - Paternò tramite gli svincoli di Piano Tavola (centro e zona industriale), ma anche attraverso quelli di Valcorrente ed Etnapolis.

### Ferrovie e mobilità urbana
Belpasso disponeva di una propria stazione ferroviaria della Ferrovia Circumetnea, in condivisione con Camporotondo Etneo, sita nella frazione di Piano Tavola, a quasi 7 chilometri dal centro abitato. La stazione è stata dismessa per far posto ai lavori di costruzione del prolungamento della Metropolitana di Catania fino a Paternò.
Il centro abitato è, dall'estate 2022, collegato con dei bus navetta della stessa ferrovia alla stazione di Nesima della metropolitana di Catania. Il servizio ferrovia e bus è attivo solo nei giorni feriali.

## Amministrazione
Di seguito è presentata una tabella relativa alle amministrazioni che si sono succedute in questo comune.
| Periodo           | Periodo           | Primo cittadino              | Partito | Carica              | Note   |
| ----------------- | ----------------- | ---------------------------- | --- | ------------------- | ------ |
| 1762              | 1763              | Antonino Pulvirenti          | | Sindaco             |        |
| 1782              | 1783              | Giuseppe Maria Sambataro     | | Sindaco             |        |
| 1783              | 1784              | Andrea Scrofani              | | Sindaco             |        |
| 1784              | 1785              | Lorenzo Bufali               | | Sindaco             |        |
| 1788              | 1789              | Pietro Licandro              | | Sindaco             |        |
| 1792              | 1793              | Gabriello Magrì              | | Sindaco             |        |
| 1793              | 1794              | Stefano Vitaliti             | | Sindaco             |        |
| 1808              | 1809              | Isidoro Morabito             | | Sindaco             |        |
| 1817              | 1824              | Giovanni Sava                | | Sindaco             |        |
| 1826              | 1827              | Antonino Cuscunà             | | Sindaco             |        |
| 1828              | 1828              | Domenico Cuscunà             | | Sindaco             |        |
| 1831              | 1834              | Eustachio Scrofani           | | Sindaco             |        |
| 1837              | 1838              | Giuseppe Maria Leotta        | | Sindaco             |        |
| 1839              | 1840              | Antonino Cuscunà             | | Sindaco             |        |
| 1843              | 1843              | Antonino Cuscunà             | | Sindaco             |        |
| 1844              | 1846              | Giovanni Pulvirenti          | | Sindaco             |        |
| 1847              | 1847              | Antonino Cuscunà             | | Sindaco             |        |
| 1854              | 1855              | Giovanni Pulvirenti          | | Sindaco             |        |
| 1855              | 1856              | Placido Morabito             | | Sindaco             |        |
| 1869              |                   | Luciano Mirone               | | Sindaco             |        |
| 1879              |                   | Luigi Caruso                 | | Sindaco             |        |
| 1883              | 1887              | Barbarino Carbonaro          | | Sindaco             |        |
| 1888              |                   | Antonino Romeo               | | Sindaco             |        |
| 1882              |                   | Francesco Sava               | | Sindaco             |        |
| 1893              | 1898              | Antonino Romeo               | | Sindaco             |        |
| 1890              | 1892              | Agostino Motta               | | Sindaco             |        |
| 1893              | 1902              | Salvatore Caponnetto         | | Sindaco             |        |
| 1902              | 1919              | Filippo Sava                 | | Sindaco             |        |
| 16 maggio 1926    | 23 gennaio 1928   | Giuseppe Mirone Lavagna      | | Comm. pref.         |        |
| 8 dicembre 1935   | 1º novembre 1943  | Giuseppe Mirone Lavagna      | | podestà             |        |
| 1952              | 1960              | Domenico Martinez            | | Sindaco             |        |
| 13 novembre 1960  | 13 dicembre 1960  | Salvatore Sava               | | Sindaco             |        |
| 1968              | 1971              | Domenico Martinez            | | Sindaco             |        |
| 3 luglio 1989     | 31 dicembre 1991  | Alfio Papale                 | Democrazia Cristiana | Sindaco             | [ 25 ] |
| 12 febbraio 1992  | 20 febbraio 1993  | Domenico Mio                 | Democrazia Cristiana | Sindaco             | [ 25 ] |
| 24 aprile 1993    | 7 dicembre 1993   | Matteo Maria Di Stefano      | Partito Socialista Italiano | Sindaco             | [ 25 ] |
| 7 dicembre 1993   | 1º dicembre 1997  | Rosario Spina                | Partito Democratico della Sinistra | Sindaco             | [ 25 ] |
| 1º dicembre 1997  | 28 maggio 2002    | Rosario Spina                | centro-sinistra | Sindaco             | [ 25 ] |
| 28 maggio 2002    | 15 maggio 2007    | Alfio Papale                 | Unione di Centro | Sindaco             | [ 25 ] |
| 15 maggio 2007    | 18 marzo 2009     | Alfio Papale                 | Forza Italia | Sindaco             | [ 25 ] |
| 18 marzo 2009     | 8 giugno 2009     | Antonio Lo Castro            | | Comm. straordinario | [ 25 ] |
| 8 giugno 2009     | 20 settembre 2012 | Alfio Papale                 | centro-destra | Sindaco             | [ 25 ] |
| 20 settembre 2012 | 26 giugno 2013    | Angelo Sajeva                | | Comm. straordinario | [ 25 ] |
| 26 giugno 2013    | 12 giugno 2018    | Carlo Caputo                 | lista civica: Fenice, lista civica: Articolo 4, lista civica: Scelgo Belpasso | Sindaco             | [ 25 ] |
| 13 giugno 2018    | 1 giugno 2023     | Daniele Giuseppe Maria Motta | lista civica: Scelgo Daniele Motta Sindaco, lista civica: Fenice Lista Caputo, lista civica: Belpasso Futura, lista civica: Città Nostra, lista civica: Belpasso Insieme                               | Sindaco             | [ 25 ] |
| 1 giugno 2023     | in carica         | Carlo Caputo                 | lista civica: Fenice Lista Caputo, lista civica: Belpasso Più, lista civica Insieme per belpasso, Fratelli d’Italia, lista civica: #andiamoavanti, Democrazia cristiana, lista civica: Scelgo Belpasso | Sindaco             | [ 25 ] |

### Gemellaggio
- Teverola

## Sport

### Calcio
- Club Calcio Belpasso e USD Real Belpassese, militanti nel campionato di Promozione Sicilia 2012-2013.

### Rugby
- Fenix Belpasso Rugby A.S.D. militante nella stagione 2017-2018 in Serie C2.

### Altri sport
Il Belpasso Tennistavolo nella stagione 2023/2024, vanta 4 squadre: in serie D2 (1), in D1 (2) e in C2 (1). L'associazione ha ospitato diversi tornei regionali e nazionali. Risulta attivo il Moto Club Belpasso, coinvolto nell'organizzazione del motoraduno internazionale dell'Etna.